# Per Ole Träskman
Per Ole Torvald Träskman, född 14 juni 1944 i Helsinge, död 22 juli 2019, var en finländsk jurist.
Träskman blev juris doktor 1981. Han var 1977–1980 tillförordnad professor i straff- och processrätt samt 1980–1994 ordinarie professor vid Helsingfors universitet; professor i straffrätt vid Lunds universitet sedan 1995. Han har publicerat ett antal arbeten inom sitt vetenskapliga specialområde, kriminologin och kriminalpolitiken, bland annat Den finländska straffrättens tillämpningsområde (1977), Åtalsrätt (1980) och Miljöbrott och kontroll av miljöbrottslighet (1992).